# أحلام العصر (فلم)
أحلام العصر فيلم دراما سايكولوجية وكوميديا سوداء سعودي طويل عُرض للمرة الأولى ضمن فعاليات مهرجان البحر الأحمر السينمائي الدولي في دورته الثالثة عام 2023م. وهو من من تأليف الأخوين قدس، وبطولة صهيب قدس، نجم، حكيم جمعة ، فاطمة البنوي. وإسماعيل الحسن. وإخراج فارس قدس. وبتمويل من الصندوق الثقافي، وإنتاج مؤسسة شريط للإنتاج الإعلامي والمرئي.

## القصة
تدور أحداث قصة الفيلم في إطار اجتماعي حول نجم كرة معتزل وسيئ السمعة يتعاون مع ابنته للانتقام من جميع من ظلمه في بوابة الشهرة في وسائل التواصل الاجتماعي، ويجدان فرصة للعمل مع أشهر وكلاء أعمال للمشاهير في المنطقة، كما يعملان على تسويق أضخم المشاريع العقارية التي تزيد من الأطماع والتورط.

## طاقم التمثيل
- صهيب قدس.
- نجم.
- حكيم جمعة.[2]
- فاطمة البنوي.[3]
- إسماعيل الحسن.
- نور الخضراء.[10]
- براء عالم.
- عبد العزيز الشهري.
- محمد بخش.
- خالد عبد العزيز.[11]
- نجم

## روابط خارجية
- مقالات تستعمل روابط فنية بلا صلة مع ويكي بيانات